# تراویرا ایر
تراویرا ایر (به انگلیسی: Travira Air) یک شرکت هواپیمایی اندونزیایی با کد یاتا TR است که در تاریخ ۱۹۸۳ میلادی تأسیس شده است.
قطب این شرکت هواپیمایی در فرودگاه حلیم پرداناکوسوما قرار دارد.

## ناوگان
- ۱ بوئینگ ۷۳۷ کلاسیک
- 3 Dash ۸
- 3 Raytheon Beech 1900D Airliner
- 3 سسنا ۲۰۸ کاروان Caravan[۱]
- ۵ بل ۴۱۲ ئی‌پی
- ۱ سیکورسکی اس-۷۶
- ۲ سیکورسکی اس-۷۶++
- ۲ سیکورسکی اس-۷۶سی++
- ۱ سیکورسکی اس-۷۶سی
- ۱ سیکورسکی اس-۷۶سی+
- ۱ Eurocopter AS350
- ۱ Hawker 800ایکس‌پی
- ۱ EC ۱۴۵